# Ih (digramme)
Pour les articles homonymes, voir IH.
Ih (minuscule ih) est un digramme de l'alphabet latin composé d'un I et d'un H.

## Linguistique
- En allemand, le digramme « ih » correspond généralement à [iː].

## Représentation informatique
Comme la majorité des digrammes, il n'existe aucun encodage de Ih sous un seul signe, il est toujours réalisé en accolant un I et un H.